# اودا هیده‌تاکا
اودا هیده‌تاکا (به ژاپنی: 織田 秀孝); –( ۱۴ ژوئیهٔ ۱۵۵۵) یک سامورایی اهل ژاپن و برادر کوچکتر اودا نوبوناگا بود.

## خانواده
- پدر: اودا نوبوهیده (۱۵۱۰–۱۵۵۱)
- برادران
  - اودا نوبوهیرو (مرگ ۱۵۷۴)
  - اودا نوبوناگا (۱۵۸۲–۱۵۳۴)
  - اودا نوبویوکی (۱۵۵۷–۱۵۳۶)
  - اودا نوبوهارو (۱۵۷۰–۱۵۴۵)
  - اودا ناگاماسو (۱۶۲۲–۱۵۴۸)
  - اودا نوبوکانه (۱۵۴۸–۱۶۱۴)
  - اودا نوبواوکی
  - اودا نوبوتوکی (مرگ ۱۵۵۶)
  - اودا هیده‌ناری
  - اودا نوبوترو
  - اودا ناگاتوشی
- خواهران:
  - اوایچی (۱۵۸۳–۱۵۴۷)
  - اواینو